# 예셰갸초
예셰갸초(1686년 ~ 1725년)는 제6대 달라이 라마 참칭자이다. 1707년에 즉위하였으며, 티베트의 역사에서 유일하게 인정받지 못한 비공식 달라이 라마이다. 도덕적으로는 매우 뛰어난 자질을 가지고 있었다고 평가되지만, 대부분의 몽골인들과 티베트인들에게 인정받지 못하였기 때문에 달라이 라마들의 명단에는 들어가지 못한다.

## 달라이 라마로의 즉위
예셰갸초는 본래 '페카르 진파'라는 이름을 가지고 있었으며, 1686년에 티베트 지역의 여러 토호들 중 한명의 자식으로 태어났다. 1699년에 젊은 나이로 드레풍 사원으로 들어가 승려 교육을 받았으며, 나중에는 라싸로 거주지를 옮겨 승려직을 맡고 있었다. 본래 그는 달라이 라마로 지명되지 않았으나, 그를 둘러싼 정치적 이해관계 때문에 달라이 라마로 즉위하게 되었다. 사건의 전말은 다음과 같다. 원래 티베트 지역의 토호들은 달라이 라마의 보호자로서, 그 명예를 가지고 있었지만 정작 달라이 라마가 모든 권력을 쥐고 있었기 때문에 토호들은 실권을 가지지 못하고 있었다. 그러던 중 한 토호가 이에 불만을 품고, 중국의 관리들과 공모하여 당시 제6대 달라이 라마였던 창앙갸초를 중국으로 압송하였다. 그 후 창앙갸초 대신 일개 승려였던 예셰갸초를 진짜 6대 달라이 라마로 선포한 후 그를 달라이 라마 직위로 즉위시킨 것이다. 창앙갸초는 중국으로 압송되던 중 원인 모를 이유로 사망하였다. 판첸 라마는 예셰갸초를 1710년에 정식 달라이 라마로 인정하였고, 베이징의 강희제도 예셰갸초를 공인한 후, 모든 티베트인들은 그에게 복종해야 한다고 선포했다.

## 정통성의 문제
예셰갸초는 즉위 기간 내내 정통성의 문제에 시달렸다. 그는 종교적 지식이 풍부했고 도덕적으로도 뛰어났지만, 원래 달라이 라마를 쫓아내고 대신 즉위했다는 점에서 티베트와 몽골인들의 지지를 받지 못했고 반역자로 불렸다. 백성들은 그를 절대 '예셰갸초'라는 달라이 라마식 이름으로 부르지 않았고, 그에 대한 존경심도 없었다. 과연 얼마 지나지 않아, 티베트 동부에서 진짜 달라이 라마의 환생자를 찾았다는 소문이 들려왔다. 나중에 이 환생자는 제7대 달라이 라마인 게상갸초가 된다.
티베트는 1717년 오이라트인들의 침입을 받았다. 당시 티베트를 지배하고 있던 예셰갸초의 지지자들은 모두 오이라트와의 전투에서 사망했으며, 오이라트인들이 티베트를 지배하게 되자 예셰갸초는 정식 달라이 라마로 인정받지 못하고 그 자리에서 쫓겨나게 되었다. 판첸 라마와 승려들은 예셰갸초와 그의 자식들만큼은 죽이지 말라고 간언하였으나, 이에 대한 확실한 답변은 돌아오지 않았다.
오이라트인들의 통치는 1720년까지 계속되었다. 1720년, 강희제가 오이라트인들의 쫓아내기 위해 군대를 파견하였고, 얼마 지나지 않아 티베트는 다시 중국의 영향력 아래 들게 된다. 1720년 10월 15일, 티베트 동부 지역에 숨어살던 환생자는 라싸로 불려왔고, 포탈라궁에서 게샹갸초라는 이름을 받고 제7대 달라이 라마에 오른다. 한편 예샹갸초는 모든 지위와 명예를 박탈당하고, 절에서도 쫓겨났다. 이후 그의 행방에 대해서는 알려진 바 없으나, 중국으로 압송되는 과정에서 1725년 사망한 것으로 전해진다.
1725년, 게샹갸초는 법회에서 그를 추모했고, 다시는 이와 같은 대립 달라이 라마가 나와서는 안됨을 명시했다. 다만 후에 예셰갸초의 환생자 한 명이 발견되었다는 소문이 돌았으나, 그 아이가 어릴 적에 천연두로 죽으면서 예셰갸초를 섬기는 신자들은 모두 없어지고, 예셰갸초는 역사 속으로 완전히 사라지게 되었다.

## 같이 보기
- 청나라의 티베트 원정